# Skrótowce w technikach NMR
W technikach magnetycznego rezonansu jądrowego (ang. Nuclear Magnetic Resonance, NMR) są stosowane skrótowce zamiast pełnych nazw wielu technik eksperymentalnych. Poniżej lista większości skrótowców z wyjaśnieniem ich znaczenia. (ang. Nuclear Magnetic Resonance, NMR) są stosowane skrótowce zamiast pełnych nazw wielu technik eksperymentalnych. Poniżej lista większości skrótowców z wyjaśnieniem ich znaczenia.

## A
APT – ang Attached Proton Test – test dołączonego protonu – "protoplasta" eksperymentu DEPT.

## C
CAMELSPIN – ang. "Cross-relaxation Appropriate for Minimolecules Emulated by Locked SPINs" – dawna nazwa eksperymentu TOCSY (między technikami są niewielkie różnice)
COSY – ang. COrrelation SpectroscopY – (dosł. spektroskopia korelacyjna) dwuwymiarowa (2D) technika pozwalająca na korelowanie sygnałów pochodzących od jąder tego samego pierwiastka, oddalonych o nie więcej niż trzy wiązania, a ściślej takich, które są ze sobą sprzężone poprzez sprzężenie J.
Jest to najprostsza sekwencja dwuwymiarowa, zaproponowana przez Jeeniera a po raz pierwszy zastosowana w praktyce przez R.R. Ernsta (laureata Nagrody Nobla za wkład w rozwój spektroskopii NMR).
COLOC – ang. Correlatied Spectroscopy for Long Range Coupling – spektroskopia korelacyjna (2D) dalekiego zasięgu.
CP – ang. Cross Polarization – Zjawisko wykorzystujące wysoką czułość detekcji i polaryzowalność protonów (a w zasadzie ich dużą energię) do detekcji innych, niskoczułych jąder, tj. 13C, 29Si... do rejestracji widm NMR w fazie/ciele/ stałej. Patrz CP MAS.
CP MAS – and. "Cross Polarization Magic Angle Spinnining" – połączenie techniki CP i MAS dające w efekcie znaczne polepszenie czułości i rozdzielczości pomiarów NMR w ciele stałym.
CRAMPS – ang. Combined Rotational and Multiple Pulse Spectroscopy
CRIPT – ang. Cross Relaxation-Induced Polarization Transfer – Przeniesienie polaryzacji indukowane relaksacją poprzeczną
CRINEPT – ang. Cross-correlated RelaxatIoN-Enhanced Polarization Transfer – Krzyżowo skorelowane z relaksacją przeniesienie wzmocnienia polaryzacji
CW – ang. Continuous Wave – metoda ciągłej fali

## D
DEPT – ang. Distortionless Enhancement by Polarization Transfer – Distortionless znaczy tu BEZZAKŁÓCENIOWE, a cały DEPT to: bezzakłóceniowe wzmocnienie sygnału (jąder niskoczułych) poprzez transfer polaryzacji (od jądra "wysokoczułego" – najczęściej protonu). Bezzakłóceniowe, bo eksperyment ten jest modyfikacją sekwencji INEPT, która wprowadzała zakłócenia fazy sygnałów, co powodowało problemy przy interpretacji widm INEPT.
Obecnie wykorzystywany do rejestracji widm 13C umożliwiających określenie rzędowości poszczególnych atomów węgla. W praktyce, wykorzystuje się do tego trzy widma DEPT (różniące się nieznacznie parametrami: DEPT-45, DEPT-90 oraz DEPT-135) i "normalne" widmo 13C.
DQF – ang. Double Quantum Filtered – eksperyment wykorzystujący odfiltrowanie przejść dwukwantowych; lub ang. Double Quantum Filter – filtr (filter) przejść dwukwantowych.
DQF-COSY – ang. "Double Quantum Filtered COSY" – COSY z filtrem dwukwantowym. Na takim widmie nie obserwuje się sygnałów pochodzących od niesprzężonych protonów (np metylowych).
DOSY – ang. Diffusion-Ordered Spectroscopy – technika pozwalająca na uzyskanie widm pseudo-2D, zawierających informację o prędkości dyfuzji cząsteczek w rozpuszczalniku.

## F
FT-NMR – ang. Fourier Transform Nuclear Magnetic Resonance – Spektroskopia Magnetycznego Rezonansu Jądrowego z wykorzystaniem spektroskopii impulsowej i transformacji Fouriera

## H
HETCOR – ang. HETeronuclear CORrelation – eksperyment z korelacją heterojądrową (np. 1H–13C). Jest to technika tzw. bezpośrednia, a więc uwidaczniająca korelacje 13C–1H (ogólnie X-1H); patrz INVERS. Obecnie zarzucona prawie całkowicie na rzecz eksperymentów HMQC i HSQC.
HMBC – ang. Heteronuclear Multiple Bond Coherence – heterojądrowa korelacja (1H-X) dalekiego zasięgu – dwuwymiarowa (2D) technika pozwalająca na korelowanie sygnałów pochodzących od jąder różnych pierwiastków, oddalonych o wiele wiązań (najczęściej 3 lub 5). Jest to nowoczesna wersja – a więc z gradientami (PFG) i detekcja odwrotną – eksperymentu COLOC (patrz COLOC).
HMCHCCOSW – eksperyment korelacyjny z detekcją dla jąder 13C
HMCINV4GSSW – eksperyment korelacyjny z odwrotną detekcją z zastosowaniem gradientów pola B0 (PFG)
HMQC – ang. Heteronuclear Multiple Quantum Correlation – heterojądrowa korelacja z detekcją przejść wielokwantowych – najprostszy heterojądrowy eksperyment 2D. Nowoczesna wersja – wykorzystująca gradienty (PFG) i detekcję odwrotną (INVERSE) – eksperymentu HETCOR.
HOHAHA – ang. HOmonuclear HArtmann HAhn – homojądrowa technika Hartmana – Hahna; (prawie) to samo co TOCSY i CAMELSPIN
HOESY – ang. "Heteronuclear Overhauser Efect Spectroscopy" – heterojądrowa odmiana eksperymentu NOESY.
HSQC – ang. Heteronuclear single quantum correlation – technika pozwalająca na korelowanie sygnałów protonów z sygnałami jąder innego pierwiastka (heterojądra) na jednym widmie 2D, korelowane jądra są odległe o jedno wiązanie.
W rzeczywistości uzyskuje się dokładnie te same informacje, co w eksperymencie HMQC, z tym, że eksperyment HSQC jest bardziej czuły.

## I
INADEQUATE – ang. Insensitive Natural Abundance DoublE QUAntum Transfer Experiment – Eksperyment z podwójnym transferem kwantowym do jąder o niskiej zawartości naturalnej izotopu. Ta technika w wersji jednowymiarowej umożliwia wyznaczenie stałych sprzężeń między jądrami 13C-13C, a w wersji dwuwymiarowej daje widmo korelacyjne 13C-13C podobne do heterojądrowego COSY
INEPT – ang. Insensitive Nuclei Enhancement by Polarization Transfer – wzmocnienie (detekcji) niskoczułych jąder (np: 13C, 29Si lub 15N) poprzez transfer polaryzacji (od jąder wysokoczułych – najczęściej 1H). Obecnie wykorzystywany prawie wyłącznie do stosunkowo szybkiej rejestracji widm NMR jąder 29Si oraz 15N – patrz DEPT.
INVERS lub
INVERSE – tzw. techniki odwrotnej detekcji, czyli korelacje typu 1H-X (X = 13C, 15N) otrzymane poprzez detekcję protonu (a nie jądra X). Obecnie prawie wszystkie widma korelacyjne (2D) otrzymuje się tą technika i przy wspomaganiu gradientami (PFG). Do tego typu technik należą: HMQC, HMBC, HSQC (i wiele innych korelacji heterojądrowych tu opisanych).
INVGATE – ang. "Inverse Gated Decoupling" – odsprzęganie (rozprzęganie) odwrotnie bramkowane. Umożliwia rejestracje widm (np 13C) odsprzęganych od protonów bez efektu Overhausera (heterojądrowego), co pozwala na ilościową analizę widm 13C.

## J
J-resolved – termin "nieprzetłumaczalny" – technika 2D umożliwiająca wyznaczenie stałych sprzężeń J (homo i heterojądrowych). "Koreluje" przesunięcie chemiczne ze stałą sprzężenia.

## M
MAS – ang. Magic Angle Spinning – techniki NMR wykorzystywane w pomiarach w ciele (fazie) stałym wykorzystujące rotację próbki pod kątem magicznym względem linii pola magnetycznego B(0).
MRI – ang. Magnetic Resonance Imaging – obrazowanie rezonansem magnetycznym w diagnostyce medycznej
MRT – ang. Magnetic Resonance Tomography – tomografia rezonansu magnetycznego w diagnostyce medycznej

## N
NEPT – ang. Nuclei Enhanced by Polarization Transfer – Wzmocnienie sygnału jądra w wyniku przeniesienia polaryzacji
NMR – ang. Nuclear Magnetic Resonance – magnetyczny rezonans jądrowy
NMR-DOC – ang. NMR DOCking – dokowanie cząsteczek z wykorzystaniem technik NMR
NOE – ang. Nuclear Overhauser Effect – jądrowy efekt Overhausera – homo- i hetrojądrowy – powodujący zmianę (wzrost lub zmniejszenie) intensywności sygnałów.
NOE-Difference – różnicowa spektroskopia NOE – wykorzystywana najczęściej do określania izomerii cis/trans (E/Z) prostszych zw. organicznych.
NOESY – ang. Nuclear Overhauser Effect SpectroscopY- homojądrowa technika wielowymiarowa (standardowo 2D, choć wykorzystuje się także techniki aż do 4D), wykorzystująca efekt NOE, na ogół pomiędzy protonami (istnieje również odmiana heterojadrowa – patrz HOESY). Umożliwia określenie ich wzajemnego położenia/odległości w przestrzeni. Istnieje również technika jednowymiarowa NOESY, w której próbka naświetlana jest promieniowaniem elektromagnetycznym o częstotliwości odpowiadającej częstotliwości jednego z protonów badanego związku. Protony znajdujące się w odległości mniejszej niż około 5 Å od naświetlonego protonu dają silniejsze sygnały na widmie w stosunku do sygnałów rejestrowanych bez uprzedniego naświetlania. Patrz również NOE-Difference.

## P
POLYCHROM – ang. POLYCHROMatic – techniki przeniesienia polaryzacji wykorzystujące sygnał polichromatyczny
PGD – ang. Programmed Gated Decoupling – Programowane rozsprzęganie bramkowane
PFG – ang. Pulse Field Gradnient – techniki NMR wykorzystujące gradienty pola B(0) – czyli zmiany głównego pola w trakcie pomiaru NMR. W zasadzie większość opisanych tu technik wykonywana jest w "wersji" gradientowej.
PRESAT – ang. "Solvent Signal Presaturation" – tłumienie sygnału rozpuszczalnika.

## R
RDC – ang. Residual dipolar coupling – resztkowe sprzężenia dipolowe
REDOR – ang. Rotational-Echo Double Resonance – Podwójny rezonans z echem rotacyjnym
ROESY – ang. Rotation Frame Nuclear Overhauser Effect SpectroscopY – Spektroskopia NOE w rotującym układzie współrzędnych – odmiana NOESY (pozwala na obserwację sygnałów korelacyjnych dla cząsteczek o średnich rozmiarach (rzędu 1000 D), które w technice NOESY są słabe lub niewykrywalne).

## S
SAR by NMR – ang. Structure Activity Relationship by Nuclear Magnetic Resonace – obserwacje zależności struktura – aktywność metodami NMR
SEA-TROSY – ang. Solvent-Exposed Amide Transverse Relaxation-Optimized Spectroscopy – spektroskopia zoptymalizowana pod kątem relaksacji poprzecznej grup amidowych wystawionych na oddziaływanie z rozpuszczalnikiem
SS NMR – ang. Solid State NMR – spektroskopia NMR w fazie (ciele) stałym. patrz również: CP, MAS, CRAMPS
STD – ang. Saturation Transfer Difference – różnice w przenoszeniu nasycenia
STINT – ang.STructural INTeraction – techniki NMR zaprojektowane do obserwowania oddziaływań strukturalnych w komórkach żywych organizmów.

## T
TOCSY – ang.  TOtal Correlation SpectroscopY  – Korelacyjna spektroskopia zupełna (totalna) – odmiana COSY umożliwiająca obserwacje sprzężeń pomiędzy protonami wzajemnie sprzężonymi (śledzenie "ścieżki spinowej" – ang "spin path").
TROSY – ang.  Transverse Relaxation Optimised SpectroscopY – Spektroskopia optymalizowana pod kątem pomiarów relaksacji poprzecznej
TROPIC – ang.  Transverse Relaxation-Optimized Polarization Transfer Induced by Cross-Correlation Effects – Przeniesienie polaryzacji zoptymalizowane pod kątem relaksacji poprzecznej indukowane efektami korelacji krzyżowej

## W
WATERGATE – ang. WATER (Signal Supression) Gradient Accelerated (lub Assisted) Technique – eksperyment umożliwiający wytłumienie sygnału wody (lub ogólnie rozpuszczalnika) wykorzystujący gradienty pola B(0) – gradientowa i bardziej precyzyjna wersja eksperymentu "PRESAT".
Water-LOGSY – ang. Water-Ligand Observed via Gradient SpectroscopY – obserwacja oddziaływań woda-ligand za pomocą spektroskopii gradientowej

## Z
ZQ – ang. Zero Quantum

## Inne
1D – ang. 1-Dimmensional – widma jednowymiarowe
2D – ang. 2-Dimmensional – widma dwuwymiarowe
3D – ang. 3-Dimmensional – widma trójwymiarowe